# Leonhard Rausch
Pour les articles homonymes, voir Rausch.
Leonhard Rausch (né le 5 février 1813 à Juliers, mort le 19 avril 1895 à Düsseldorf) est un peintre prussien.

## Biographie
Rausch est un ami et un élève de Johann Wilhelm Schirmer, de six ans son aîné, qui, comme lui, vient de Juliers. Il s'inscrit à l'académie des beaux-arts de Düsseldorf pour l'année 1829-1830 puis de 1839 à 1841. Il a pour professeurs notamment Rudolf Wiegmann et Joseph von Keller.

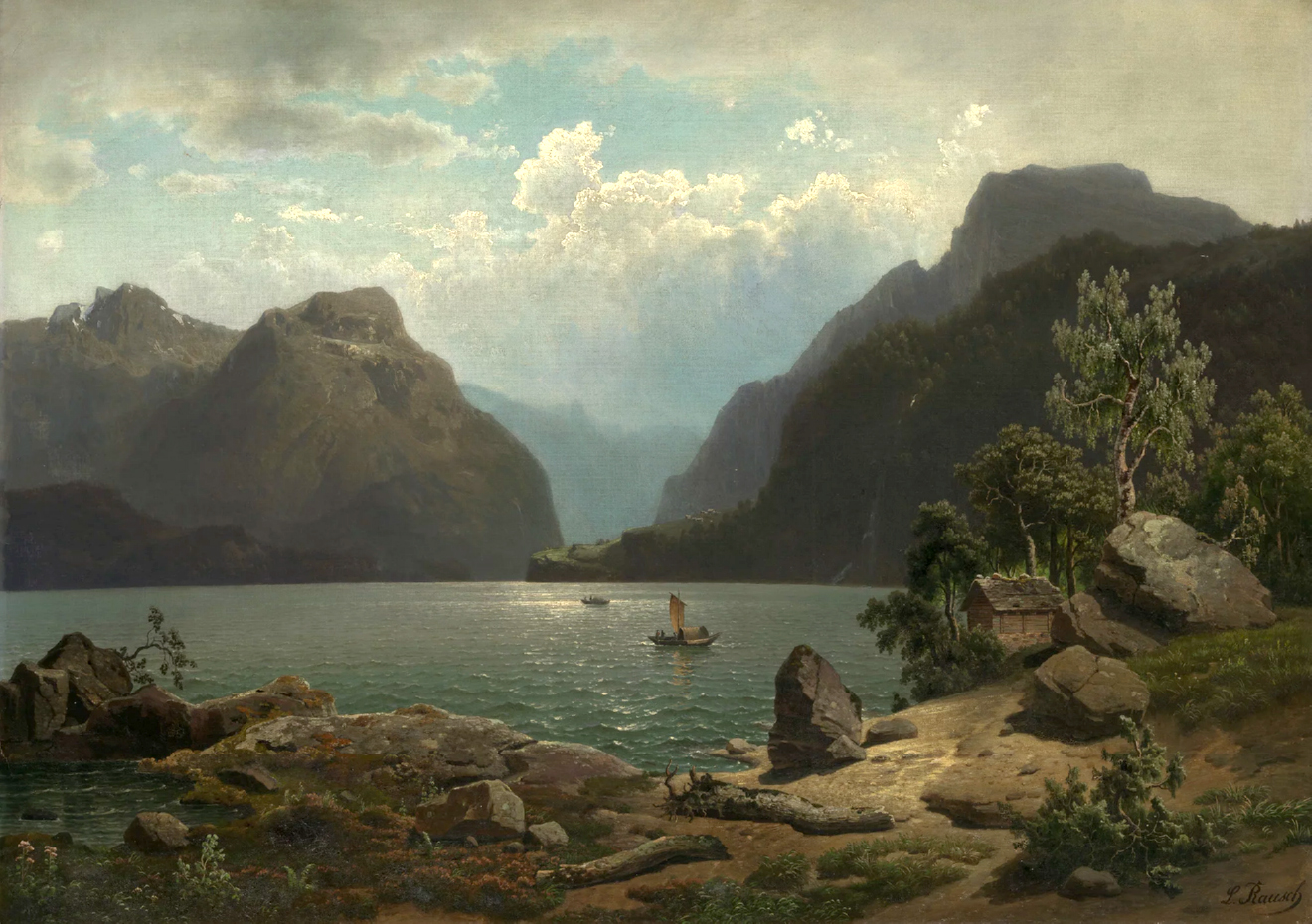
Vue d'un lac, 1853.

Dans les années 1840, Rausch devient connu pour une série de gravures sur acier sur lesquelles il représente des places et des bâtiments historiques importants d'Aix-la-Chapelle. Mais il abandonne cette technique, car la gravure des plaques endommage ses yeux.
Il est membre de Malkasten de sa fondation en 1848 à 1870.
Ses thèmes de prédilection sont le paysage de sa patrie, les paysages classiques avec des motifs bibliques et les paysages alpins. Rausch fait de nombreux voyages, en particulier dans les régions alpines, où il trouve les motifs de la plupart de ses peintures à l'huile, en particulier en Suisse et au Tyrol. Entre 1843 et 1890, ses œuvres sont présentes 17 fois au Kunstverein (de) de Brême. Il voyage également en France et expose à Besançon et Anvers.
Une de ses petites-filles épouse Wilhelm Schreuer.